# Liropilio
Liropilio is een geslacht van hooiwagens uit de familie Phalangiidae (Echte hooiwagens).
De wetenschappelijke naam Liropilio is voor het eerst geldig gepubliceerd door N. I. Gritsenko in 1979. 

## Soorten
Liropilio omvat de volgende 2 soorten:
- Liropilio przhevalskii
- Liropilio stukanovi